# Tegeocranellus kethleyi
Tegeocranellus kethleyi är en kvalsterart som beskrevs av Valerie M. Behan-Pelletier 1997. Tegeocranellus kethleyi ingår i släktet Tegeocranellus och familjen Tegeocranellidae. Inga underarter finns listade i Catalogue of Life.